# Callionymus koreanus
Callionymus koreanus is een straalvinnige vissensoort uit de familie van de pitvissen (Callionymidae). De wetenschappelijke naam van de soort is voor het eerst geldig gepubliceerd in 1987 door Nakabo, Jeon & Li.